# Komarowo
Komarowo (Duits: Karlshof) is een dorp in de Poolse woiwodschap West-Pommeren. De plaats maakt deel uit van de gemeente Goleniów en telt 640 inwoners.
Het dorp is in 1777 gesticht door Karl Otto von Blankenburg en Carlshof (later Karlshof) genoemd naar de oprichter.